# Дюжев, Дмитрий Евгеньевич
Дмитрий Евгеньевич Дюжев (род. 5 января 1990 года) — белорусский биатлонист.

## Карьера
Начал заниматься биатлоном в 2008 году. Его тренером был отец — Дюжев Евгений Евгеньевич, а также Лебедев Олег Леонидович.
На этапах кубка IBU дебютировал 10 марта 2011 года. Результатов, дающих очки в зачёт Кубка, не получал. Лучший результат — 51 место.
Переехав в Москву, стал тренироваться у Ленева Андрея Викторовича. На чемпионате России 2012 года выступал за Красноярский край. На чемпионате России 2014 года представлял Новосибирскую область.
25 января 2015 года дебютировал на этапе Кубка мира. Имеет очки в генеральной классификации. По состоянию на 10.02.2015, 10 очков (76 место; 68 место — в спринте).

## Достижения
- Серебряный призёр юниорского чемпионата мира 2011 года (эстафета).
- Чемпион мира по летнему биатлону 2011 года (смешанная эстафета, юниоры).
- Бронзовый призёр чемпионата мира по летнему биатлону 2011 года (спринт, юниоры).
- Серебряный призёр чемпионата России 2012 года в смешанной эстафете.
- Бронзовый призёр чемпионата России 2012 года в патрульной гонке.
- Бронзовый призёр чемпионата России 2014 года в масс-старте.

## Вне спорта
Женат, имеет троих дочерей и одного сына.
Имеет высшее образование по специальности «психология».